# Wojniszka reka
Wojniszka reka (bułg. Войнишка река) – rzeka w północno-wschodniej Bułgarii, prawy dopływ Dunaju. Długość – 60 km, powierzchnia zlewni – 276,5 km², średni przepływ – 0,788 m³/s.
Źródła Wojniszkiej reki znajdują się na wysokości 680 m n.p.m. na wschodnich stokach pasma górskiego Babin nos na zachodnim krańcu Starej Płaniny. Rzeka płynie na północny wschód, wypływając w dolinę Dunaju zmienia kierunek na wschodni. Uchodzi do Dunaju koło miasta Dunawci.